# 佐々憲三
佐々 憲三（ささ けんぞう / さっさ けんぞう、1900年5月4日 - 1981年11月18日）は、日本の土木・地球物理学者。理学博士（京都帝国大学）。京都大学名誉教授、大阪工業大学第4代学長。日本の地すべり・防災工学研究の第一人者の一人。勲二等旭日重光章受章。
日本地すべり学会創設者・初代会長。文部省測地学審議会委員、日本学術会議会員、地震学会委員長（現・日本地震学会会長）、京都市防災会議地震対策委員会委員長、財団法人防災研究協会理事長などを歴任した。京都大学関連では京都大学防災研究所元所長、京都大学阿武山地震観測所元所長、元桜島火山観測所施設長などを歴任している。
専門は、地球物理学・土木地質学・地学/地すべり学、地震学・火山学・防災工学。

## 略歴
愛知県丹羽郡千秋村（現・愛知県一宮市千秋町）出身。1900年（明治33年）5月4日、佐々吾左衛門の五男として生まれる。愛知県立第一中学校（現・愛知県立旭丘高等学校）卒業（第43回卒業生）後、1919年（大正8年）9月に松本高等学校（信州大学の前身の一つ）に入学（理科甲類）。1922年（大正11年）に京都帝国大学理学部に入学。1925年（大正14年）3月、学士試験に合格して京都帝国大学理学部地球物理学科を卒業。同年4月に同学部講師を嘱託され、大分県別府市の同大学地球物理学研究所（現・地球熱学研究施設）講師を経て、1929年（昭和4年）5月、同大学助教授に任ぜられ高等官七等に叙される。熊本県阿蘇郡長陽村（現・南阿蘇村）の同大学火山研究所（現・火山研究センター）助教授を務めて阿蘇山の火山性微動と噴火地震（爆発地震）の研究を行い、1936年（昭和11年）7月に理学博士（京都帝国大学）の学位を授与される。1943年（昭和18年）時点で同大学理学部地球物理学科助教授、地球物理学第一講座担当。1945年（昭和20年）3月、同大学理学部教授に昇任し、地球物理学第一講座（地殻物理学講座）から新設の第四講座（応用地球物理学講座）へ移る。
1947年（昭和22年）、帝国大学官制が国立総合大学官制に改称され、京都帝国大学も京都大学に改称されたが、引き続き同大学理学部地球物理学第四講座を担当する（指導した地球物理学研究室生には川本整がいる）。1951年（昭和26年）4月、京都大学防災研究所兼任教授に命ぜられ、1954年（昭和29年）4月、京都大学阿武山地震観測所2代目所長に併任、1961年（昭和36年）4月、京都大学防災研究所所長に併任する。この間、1955年（昭和32年）4月に京都大学理学部選出の評議員、1957年（昭和32年）4月から2年間、京都大学理学部長を務めた。1963年（昭和38年）5月3日に停年退官し、京都大学名誉教授（理学部名誉教授）の称号を授与される。
1963年（昭和38年）10月12日、大阪工業大学第4代学長兼工学部土木工学科教授および短期大学部第4代部長に就任する。1965年（昭和40年）2月15日に短期大学部部長を辞任、1969年（昭和44年）8月21日に健康上の理由により学長を辞任した。1971年（昭和46年）11月5日、教育功労により勲二等旭日重光章が授与されている。
京都大学理学部地球物理学科の初期教授として、第二次世界大戦後の京都大学の強振動研究（地震学・地すべり学）におけるパイオニアであり、佐々式大震計の開発（日本で初めて近地地震の完全な波形を捉えることに成功）をはじめ、京都大学防災研究所所長（創設者の1人）、京都大学阿武山地震観測所所長、桜島火山観測所施設長を務めるなど、京都大学理学部地球物理学科の発展に多大に貢献した。大阪工業大学では学長兼中央研究所長を務め、川本整と共に初期の地すべり学（のちの地盤工学）、地震・防災工学の研究推進・育成に貢献した。
主な所属学会は、物理探査学会、日本地すべり学会（創設者・初代会長）、日本地震学会、日本地質学会、地盤工学会など。また、1941年（昭和16年）及び1947年（昭和22年）に学術研究会議会員に任命されている。主な著書は『近畿地震 いつ来るか』（都新聞社、1947年）、『地震と災害』（甲文社、1948年）、『地震の話』（大化書房、1949年）、『大地震』（アテネ文庫、1951年）など。
1981年（昭和56年）11月18日午後零時30分、心不全のため京都市北区の富田病院で死去。同年12月15日付『官報』で正五位から進階して正四位に（11月18日付）、翌12月16日付『官報』で特旨を以て位一級追陞され（12月11日）、正四位から進階して従三位に叙されている（11月18日付）。
相国寺総墓地内の禁門変長州藩殉難者墓所の横に、佐々憲三（大憲院温故知新居士）の墓がある。なお、義父の志田順（清涼院洞天順正居士）の墓は、相国寺内の塔頭である大光明寺に所在する。

## 主な研究
1937年（昭和12年）に京大各研究所の観測値や『気象要覧』その他掲載の観測値を使用して日本列島周辺の深層地震分布図を作成したほか、阿武山地震観測所に設置した佐々式大震計などの観測記録に基づき1943年（昭和18年）9月10日に発生した鳥取地震の調査を行っている。また、1948年（昭和23年）6月28日に発生した福井地震に関して複数の著書を出版し、地震予知に関する前兆現象（動物による宏観異常現象、地電流、地磁気、地殻変動、前震）の観測、地震対策・震災予防の啓発を行っている。これに関連して地震予知連絡会の前身となる地震予知研究連絡委員会の委員を、地震予知連絡会発足後は参与に任命されている。この他に文部省測地学審議会の委員も務めている。
- 西日本地方における地盤・地震動災害の総合的研究[52]
- 地すべりの予知とその防災対策に関する研究
- 地球物理地下探査法（物理探査法）による地下資源探査[53]
- 防災工事に利用される物理探査法
- 高知県長岡郡の西川地すべり地における弾性波探査[54]
- 阿蘇山の火山性微動と噴火地震（爆発地震）の研究[20]
- 火山噴火予知の研究：桜島南岳山頂爆発の考察[55]

## 主な著作
- 『近畿地震 いつ来るか』都新聞社、1948年。
- 『地震と災害』甲文社、1948年5月15日。doi:10.11501/1378140。国立国会図書館書誌ID:000001004870。
- 『地震』花ノ木書房、1948年7月25日。doi:10.11501/11177161。国立国会図書館書誌ID:000009145446。
- 『地震の話』大化書房〈大化科学文庫〉、1949年3月20日。doi:10.11501/1622919。国立国会図書館書誌ID:000000805457。
- 『大地震』弘文堂〈アテネ文庫161〉、1951年6月。doi:10.11501/1369937。国立国会図書館書誌ID:000000877775。

## 家族
- 妻：すま（地球物理学者・志田順の長女）[6]
- 長女：陽子
- 長男：宏一（京都大学名誉教授）[56]
- 二男：恭二（京都大学名誉教授）[57]

## 栄典

### 叙位
- 1929年（昭和4年）5月25日 - 従七位[注釈 4]
- 1931年（昭和6年）7月15日 - 正七位[58]
- 1933年（昭和8年）11月15日 - 従六位[59]
- 1936年（昭和11年）4月15日 - 正六位[60]
- 1938年（昭和13年）11月15日 - 従五位[61]
- 1943年（昭和18年）12月15日 - 正五位[62][63]
- 1981年（昭和56年）12月15日 - 正四位（11月18日付）[46]
- 1981年（昭和56年）12月16日 - 従三位（11月18日付）[47]

### 叙勲
- 1941年（昭和16年）6月7日 - 勲六等瑞宝章[64]
- 1945年（昭和20年）6月30日 - 勲五等瑞宝章[63]
- 1971年（昭和46年）11月5日 - 勲二等旭日重光章[4][39]